# Cassyma sciticincta
Cassyma sciticincta är en fjärilsart som beskrevs av Walker 1862. Cassyma sciticincta ingår i släktet Cassyma och familjen mätare. Inga underarter finns listade i Catalogue of Life.